# Esequiel Barco
Esequiel Omar Barco (29 maart 1999) is een Argentijns voetballer die doorgaans als offensieve middenvelder speelt. Hij verruilde Independiente in januari 2018 voor Atlanta United.

## Clubcarrière
Barco is afkomstig uit de jeugd van Independiente. Op 29 augustus 2016 debuteerde hij in de Argentijnse Primera División, tegen Belgrano. De aanvaller kwam na 57 minuten in het veld als vervanger van Jesús Méndez. Op 11 september 2016 volgde zijn eerste competitietreffer tegen Godoy Cruz. Barco verdubbelde in de slotseconden van de wedstrijd de score (2–0 winst).

## Clubstatistieken
| Seizoen     | Club           | Competitie          | Competitie | Competitie | Beker | Beker | Internationaal | Internationaal | Totaal | Totaal |
| Seizoen     | Club           | Competitie          | Wed.       | Dlp.       | Wed.  | Dlp.  | Wed.           | Dlp.           | Wed.   | Dlp.   |
| ----------- | -------------- | ------------------- | ---------- | ---------- | ----- | ----- | -------------- | -------------- | ------ | ------ |
| 2016/17     | Independiente  | Primera División    | 30         | 4          | 1     | 0     | 4              | 0              | 35     | 4      |
| 2017/18     | Independiente  | Primera División    | 8          | 1          | 2     | 0     | 12             | 3              | 22     | 4      |
| Club totaal | Club totaal    | Club totaal         | 38         | 5          | 3     | 0     | 16             | 3              | 57     | 8      |
| 2018        | Atlanta United | Major League Soccer | 31         | 4          | 2     | 1     | –              | –              | 33     | 5      |
| 2019        | Atlanta United | Major League Soccer | 18         | 4          | 3     | 0     | 5              | 0              | 26     | 4      |
| 2020        | Atlanta United | Major League Soccer | 15         | 2          | 0     | 0     | 4              | 0              | 15     | 2      |
| 2021        | Atlanta United | Major League Soccer | 20         | 7          | 0     | 0     | 3              | 1              | 23     | 8      |
| Club totaal | Club totaal    | Club totaal         | 84         | 17         | 5     | 1     | 12             | 0              | 97     | 19     |

Bijgewerkt t/m 11 juni 2019

## Erelijst
| Copa Sudamericana | 1x | 2017 |